# Dorota Rutkowska

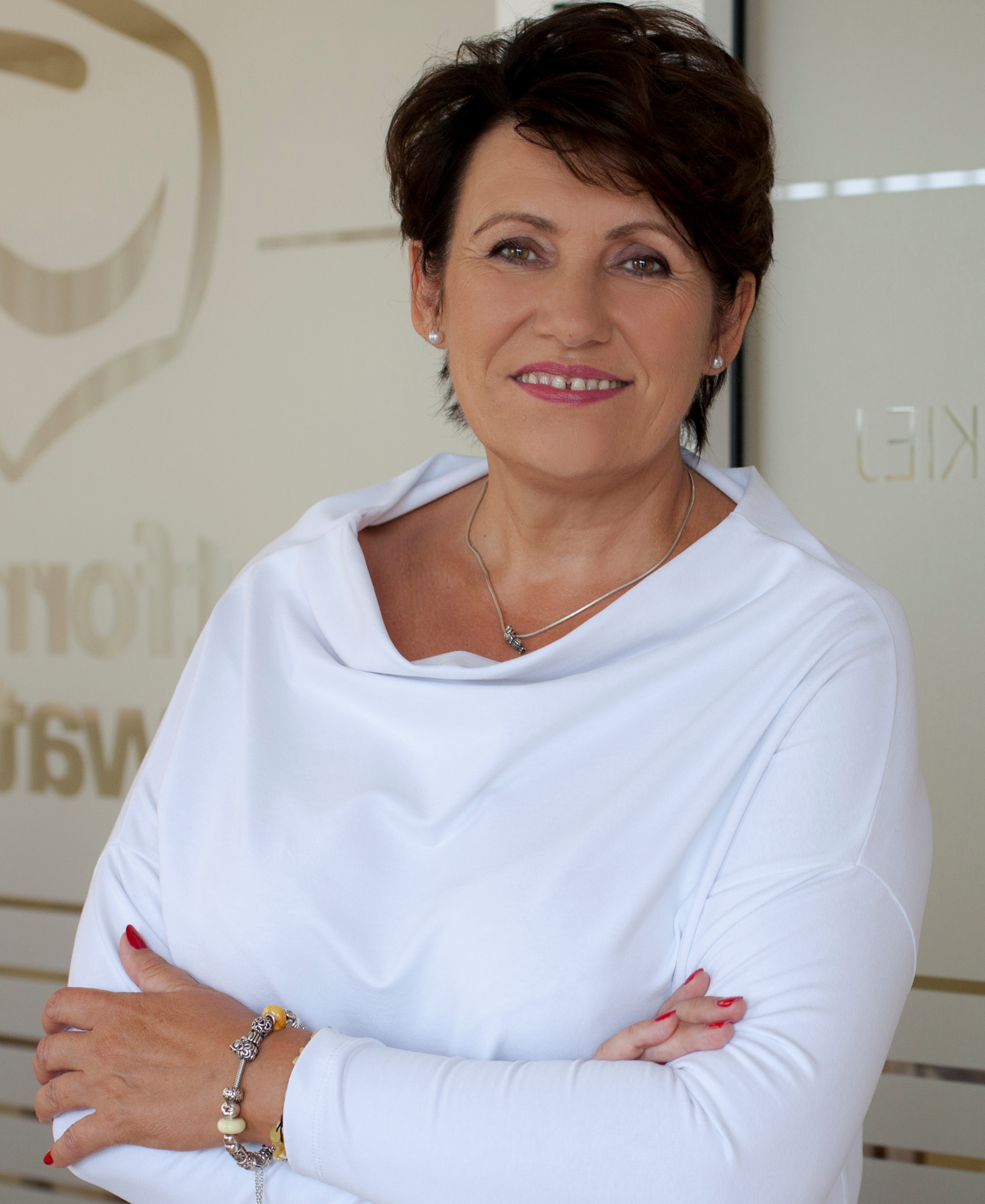
Dorota Rutkowska (2017)

Dorota Rutkowska (geborene Dudek, * 24. Januar 1962 in Skierniewice) ist eine polnische Journalistin und Politikerin (Platforma Obywatelska).

## Politik
Seit 2002 Stadträtin, wurde Rutkowska von 2006 bis 2010 stellvertretende Stadtpräsidentin von Skierniewice. Im Jahr 2007 kandidierte sie für den Sejm. Nachdem ihr nur 443 Stimmen fehlten, zog sie am 14. Dezember 2010 als Nachrückerin in das Parlament ein. Bis 2019 war sie Abgeordnete der PO. Zuletzt wurde Rutkowska 2015 im Wahlkreis 10 Piotrków Trybunalski gewählt. Vier Jahre später kandidierte sie erfolglos bei den Wahlen zum Europäischen Parlament und zum IX. Sejm.

## Leben
Rutkowska arbeitete als Gärtnerin und bildete Landwirte aus. In den 1990er-Jahren wurde sie Journalistin und eröffnete in ihrer Heimatstadt eine Redaktion der Gazeta Wyborcza. Später machte sie sich selbständig und gründete erfolgreich zwei Zeitschriften. Im Jahr 2008 schloss sie ihr Magisterstudium an der Universität Łódź in Soziologie ab.
Rutkowska ist verheiratet und hat zwei Töchter.

## Ehrungen
Rutkowska war langjährige Vorsitzende der polnisch-französischen Parlamentarier-Gruppe und wurde im Oktober 2015 durch den Botschafter Pierre Buhler zur Ritterin der Ehrenlegion ernannt. Gewürdigt wurden damit auch ihre Verdienste um die Städtepartnerschaft mit Châtelaillon-Plage.